# Piast Gliwice
Maillots
Actualités
Le Piast Gliwice (à prononcer /ˈpʲast ɡliˈvit͡sɛ/) est un club omnisports polonais basé à Gliwice, principalement connu pour sa section football fondée le 18 juin 1945 et dont cet article traite. Il comprend aussi une section escrime renommée et mise en avant avec les titres olympiques obtenus par Egon Franke au fleuret en 1964 à Tokyo et plus récemment Rubén Limardo à l'épée en 2012, ainsi qu'une autre de tennis, d'athlétisme et de futsal (dont l'équipe principale joue en première division depuis 2016).
Le club tire son nom de la dynastie Piast, qui a gouverné la Pologne depuis son apparition en tant qu’État indépendant lors du Xe siècle et jusqu’en 1370, et régné en Silésie jusqu’en 1675.
Il est présidé par Grzegorz Bednarski depuis le janvier 2021 et son équipe professionnelle de football a récemment pris part à l'édition 2018-2019 du championnat de Pologne de première division sous les ordres de Waldemar Fornalik, lequel a amené le club vers son premier titre majeur en le guidant vers la première place.
Le Piast Gliwice reçoit ses adversaires au stade municipal, rénové entre 2010 et 2011 et qui peut accueillir jusqu'à 10 037 spectateurs.

## Bilan sportif

### Palmarès
- Championnat de Pologne :
  - Champion (1) : 2019
  - Vice-champion (1) : 2016
- Coupe de Pologne :
  - Finaliste (2) : 1978, 1983
- Supercoupe de Pologne :
  - Finaliste (1) : 2019
- Championnat de Pologne de deuxième division :
  - Champion (1) : 2012

### Bilan européen
Note : dans les résultats ci-dessous, le score du club est toujours donné en premier
| Saison    | Compétition         | Tour             | Club          | Domicile | Extérieur | Total  |
| --------- | ------------------- | ---------------- | ------------- | -------- | --------- | ------ |
| 2016-2017 | Ligue Europa        | Deuxième tour Q  | Qarabağ FK    | 2 - 2 ap | 1 - 2     | 3 - 4  |
| 2016-2017 | Ligue Europa        | Deuxième tour Q  | IFK Göteborg  | 0 - 3    | 0 - 0     | 0 - 3  |
| 2019-2020 | Ligue des champions | Premier tour Q   | BATE Borisov  | 1 - 2    | 1 - 1     | 2 - 3  |
| 2019-2020 | Ligue Europa        | Deuxième tour Q  | Riga FC       | 3 - 2    | 1 - 2     | 4 - 4E |
| 2020-2021 | Ligue Europa        | Premier tour Q   | Dinamo Minsk  | N/A      | 2 - 0     | 2 - 0  |
| 2020-2021 | Ligue Europa        | Deuxième tour Q  | TSV Hartberg  | 3 - 2    | N/A       | 3 - 2  |
| 2020-2021 | Ligue Europa        | Troisième tour Q | FC Copenhague | 0 - 3    | N/A       | 0 - 3  |

Légende
- Victoire ou qualification pour le tour suivant
- Match nul
- Défaite ou élimination de la compétition

## Anciens joueurs du club
| - Józef Gałeczka (1955-1960) - Joachim Marx (1959-1963) - Andrzej Buncol (1977-1979) - Kamil Glik (2008-2010) - Kamil Wilczek (2008-2010, 2013-2015) : meilleur buteur de D1 en 2015 |